# Grover Cleveland
Stephen Grover (Grover) Cleveland (Caldwell, New Jersey, 18 maart 1837 – Princeton, New Jersey, 24 juni 1908) was een Amerikaans politicus van de Democratische Partij en jurist, Hij diende als de 22e en de 24e president van de Verenigde Staten, van 1885 tot 1889 en van 1893 tot 1897.
Cleveland was een autodidact die een zelfstudie deed in rechten, hij werkte als advocaat en openbaar aanklager van 1860 tot 1871. Cleveland was een gewezen burgemeester van Buffalo en gouverneur van New York, toen hij James Blaine versloeg bij de presidentsverkiezingen van 1884. Tijdens zijn regeerperiode werd hij geprezen om zijn moed, eerlijkheid en onkreukbaarheid. Minder populair was hij door zijn pogingen om de invoerrechten te verlagen, zijn veelvuldige veto's van congresbesluiten en het stelselmatig negeren van de pers. Hij verloor dan ook de verkiezingen van 1888 van Benjamin Harrison, hoewel hij op landelijk niveau de meeste stemmen behaalde.
In 1892 versloeg hij echter diezelfde Benjamin Harrison; zijn tweede termijn liep van 1893 tot 1897. Tijdens die gehele termijn werd hij geconfronteerd met een diepe economische crisis, die vlak voor zijn aantreden was begonnen. Het lukte hem niet deze onder controle te krijgen, vooral vanwege het ontbreken van een Centrale Bank waarmee de geldvoorraad had kunnen worden gereguleerd. Wel slaagde hij er in de door Harrison uitgevaardigde omstreden Sherman Silver Purchase Act uit 1890, ongedaan te maken, waardoor voortaan goud in plaats van zilver aan de basis van de geldhuishouding kwam te staan. Een maatregel die overigens evenzeer omstreden was.
In 1894 stuurde hij federale troepen om de Pullmanstaking te breken, hetgeen velen als een smet op zijn blazoen beschouwden. Ook werd hem nagedragen dat hij een buitenechtelijk kind had verwekt, waar hij overigens zelf niet geheimzinnig over deed.
Cleveland was tot 2025 de enige president van de Verenigde Staten die in twee niet aaneengesloten termijnen president is geweest totdat Donald Trump hem dit nadeed. Hij was ook de enige president die binnen de muren van het Witte Huis in het huwelijk trad. Op 2 juni 1886 trouwde hij met de 27 jaar jongere Frances Clara Folsom, met haar op dat moment 21-jarige leeftijd de jongste, en naar de opvatting van menigeen ook de mooiste first lady tot de dag van vandaag. Ze verving daarmee Rose Cleveland, de zuster van de president, die als first lady fungeerde in de periode toen hij nog niet gehuwd was.
Hij overleed op 24 juni 1908 aan een hartaanval. Zijn laatste woorden waren: "Ik heb alles geprobeerd om het goed te doen." Cleveland werd 71 jaar oud.

## Levensloop

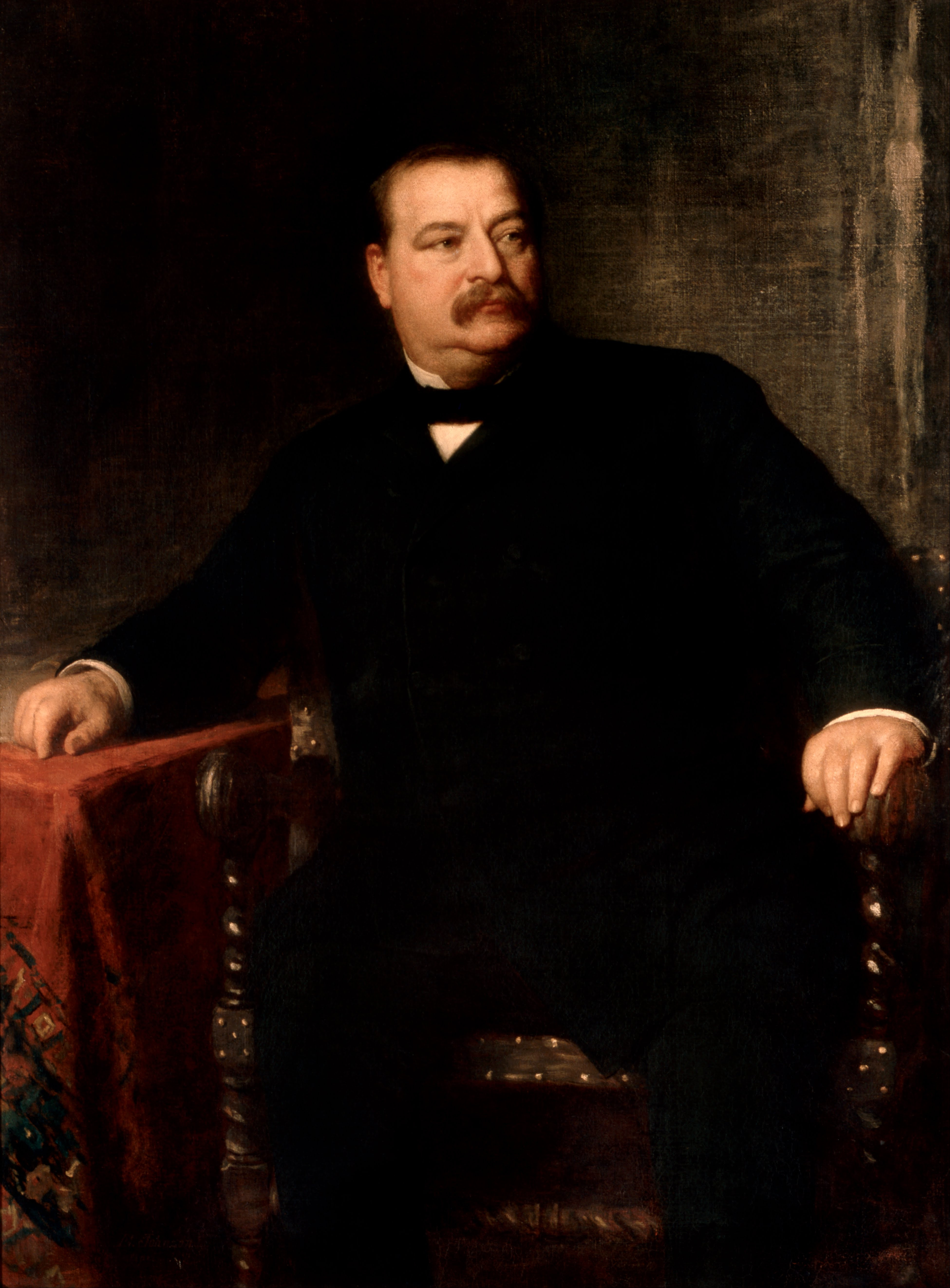
Staatsieportret Grover Cleveland.

### Vroege jaren
Cleveland werd geboren als de vijfde in een gezin van negen kinderen. Zijn vader Richard Falley Cleveland was een presbyteriaans predikant. In 1844 verhuisde de familie naar Fayetville in de staat New York. Negen jaar later verhuisde de familie opnieuw, dit maal naar Clinton, New York, waar het gezinshoofd secretaris werd van de American Home Missionary Society. In financieel opzicht had het gezin het niet breed, waardoor Cleveland de schoolbanken moest verlaten. Kort nadat het gezin was verhuisd naar Holland Patent overleed zijn vader als gevolg van een maagzweer.
Via zijn broer William vond Cleveland werk als hulpleraar in een blindeninstituut. In 1854 keerde hij terug in Holland Patent waar een ouderling van zijn kerk aanbood de opleiding van Cleveland te betalen wanneer hij predikant zou worden. Cleveland bedankte voor het aanbod en trok naar Buffalo, waar zijn oom Lewis Allen hem een baan gaf als klerk. Allen werkte bij een invloedrijk advocatenkantoor, waar eerder president Millard Fillmore had gewerkt. Cleveland kreeg een interne opleiding en werd in 1859 toegelaten tot de balie van New York.

### Advocaat
Cleveland werkte drie jaar voor zijn oom, waarna hij eigen praktijk begon. In 1863 werd hij openbaar aanklager in Erie County. In datzelfde jaar werd hij opgeroepen voor militaire dienst. Het was echter ook toegestaan een vervanger te sturen. Cleveland betaalde de Poolse immigrant George Benninsky 150 dollar om zijn plaats in te nemen. Benninsky overleefde de Amerikaanse Burgeroorlog.
Als advocaat stond Cleveland bekend als een harde werker. Hij had een sobere levensstijl, maar was ook veel te vinden in het sociale leven van de stad, waardoor zijn netwerk snel groeide. Als advocaat verdedigde Cleveland verschillende deelnemers aan de Fenian raids, dat waren Ierse-Amerikanen die vanuit de Verenigde Staten Canada binnenvielen uit protest tegen de Britse bezetting van Ierland. Echt bekend werd hij toen hij een smaadzaak won tegen de uitgever van de krant Commercial Advertiser.

### Sheriff
Cleveland was een Democraat in hart en nieren. Hij moest niets hebben van de Republikeinen John Fremont en Abraham Lincoln. In 1865 stelde hij zich verkiesbaar als openbaar aanklager in Erie County, maar verloor de verkiezingen van Lyman Bass. In 1870 werd hij gekozen als sheriff in hetzelfde county.
Het grootste voordeel van deze baan was waarschijnlijk het salaris: $40.000, omgerekend bijna een miljoen dollar heden ten dage. Clevelands meest opzienbarende verrichting in deze periode was de executie van Patrick Morrisey die zijn moeder had vermoord. Cleveland mocht als sheriff een plaatsvervanger betalen om de executie uit te voeren, maar koos ervoor dit zelf te doen. Toen zijn termijn van drie jaar erop zat keerde Cleveland terug naar de advocatuur.
In deze periode ging Cleveland om met de weduwe Maria Halpin. Zij beschuldigde hem later van verkrachting. Cleveland verweet Halpin vervolgens een alcoholist te zijn die het niet nauw nam in het contact met mannen. Hij liet haar opsluiten in een instituut, waar het personeel zich al snel realiseerde dat zij daar niet thuishoorde. Zij werd daarom vrijgelaten. Het kind dat Cleveland bij Halpin verwekte zou tijdens de presidentsverkiezingen in 1884 nog een belangrijke rol spelen.

### Burgemeester van Buffalo
De gemeenteraad van Buffalo had een slechte reputatie. Veel raadsleden werden geassocieerd met corruptie, zowel Democraten als Republikeinen. De Democratische partijleiding benaderde Cleveland, die een vlekkeloze reputatie had, of hij beschikbaar was voor het burgemeesterschap. Hij ging akkoord en werd vervolgens gekozen.
Cleveland kwam in deze periode bekend te staan als iemand die bereid was de corruptie binnen het overheidsapparaat aan te pakken. Een goed voorbeeld daarvan was de aanbesteding voor de stadsreiniging. Partijen konden zich daar op inschrijven. De gemeenteraad koos vanwege politieke redenen voor de duurste inschrijver die meer dan $ 400.000 vroeg, in plaats van het laagste bod waarbij maar $ 100.000 werd gevraagd. Cleveland sprak zijn veto hierover uit en de gemeenteraad ging alsnog akkoord met het goedkoopste aanbod.

### Gouverneur van New York
In aanloop naar de gouverneursverkiezingen in 1882 werd Cleveland als een potentiële kanshebber gezien. De Democratische staatsconventie leek in eerste instantie de voorkeur te willen geven aan Roswell Flower of Henry Slocum. Cleveland kwam naar voren als compromiskandidaat toen de conventie uit beide mannen geen keuze kon maken. Cleveland versloeg de Republikeinse kandidaat Charles Folger met een groot verschil. Dat kwam mede doordat Folger te maken kreeg met een splitsing in zijn eigen partij.
Ook als gouverneur legde Cleveland de nadruk op het tegengaan van onnodige overheidsuitgaven. In de eerste twee maanden sprak hij acht keer zijn veto uit. Zijn veto over een voorstel om de prijzen voor treinkaartjes te verlagen was omstreden. De indieners wilden de onpopulaire spoorwegmagnaat Jay Gould treffen in zijn portemonnee. Cleveland was daartegen omdat Gould na de overname de betreffende treinsporen weer rendabel had gemaakt. Bovendien vreesde Cleveland dat de ingediende wet de contractclausule in de grondwet schond. Ondanks de aanvankelijke tegenstand bleef het veto gehandhaafd.
Clevelands optreden maakte hem tot een vijand van Tammany Hall, een belangrijke Democratische organisatie in New York. Hun verzet groeide nadat Cleveland de herverkiezing van een van hun leiders Thomas F. Grady in de staatssenaat had gedwarsboomd. Daarna kwam hij steeds vaker in botsing met zijn eigen partijgenoten. Aan de andere kant kon Cleveland wel rekenen op de steun van hervormingsgezinde Republikeinen, waaronder Theodore Roosevelt, waardoor hij alsnog een meerderheid haalde voor verschillende belangrijke wetten.

### Presidentsverkiezingen van 1884
Samuel Tilden kon in eerste instantie rekenen op de meeste steun binnen de Democratische Partij, maar hij bedankte voor de eer vanwege een zwakke gezondheid. Er was vervolgens geen uitgesproken favoriet. Elke kandidaat had zo zijn bezwaren. Thomas Bayard had zich in 1861 uitgesproken voor afsplitsing van de zuidelijke staten, Benjamin Butler werd gehaat in het zuiden wegens zijn optreden tijdens de Amerikaanse Burgeroorlog en Allen Thurman werd als te oud gezien. Cleveland had tegenstanders binnen Tammany Hall, maar dat verhinderde hem er niet van bij de tweede stemming tijdens de Democratische Conventie een meerderheid te behalen. Zijn running mate werd Thomas Hendricks uit Indiana.
Oude beschuldigen tegen Blaine van corruptie werden nieuw leven ingeblazen toen brieven van zijn hand opdoken, waardoor de verhalen waar leken te zijn. Cleveland zette zichzelf juist neer als de anticorruptiekandidaat. Tijdens de campagne werd bekend dat Cleveland een buitenechtelijk kind had en de moeder financieel steunde. Cleveland bevestigde dit verhaal.
De verkiezingen leken beslist te gaan worden in New York, Indiana, New Jersey en Connecticut. Tammany Hall schaarde zich uiteindelijk achter Cleveland, omdat het alternatief, een Republikeinse president, altijd nog slechter was. Blaine had een Ierse moeder en hoopte te kunnen rekenen op de steun van de Amerikaans-Ierse bevolking. Kort voor de verkiezingen hield de Republikein Samuel Burchard een toespraak over de Ieren, waarin hij het had over "rum, Rooms en rebellie". De Democraten maakten handig gebruik van het incident en verspreidden de uitspraak onder de Ierse bevolking van New York. Cleveland won uiteindelijk in alle vier de "swing states", waaronder New York met een verschil van twaalfhonderd stemmen. Daarmee verwierf hij 219 kiesmannen tegenover 182 voor Blaine. In absolute stemmen was het verschil een kwart procent in het voordeel van Cleveland.

### Eerste periode als president

#### Hervormingen
Het was gebruikelijk dat een nieuwe president zijn partijgenoten op sleutelposities binnen de overheid benoemde. Cleveland zag in eerste instantie af van dat recht en hield Republikeinen die goed functioneerden in functie. Wel verkleinde hij het aantal federale ambtenaren. Pas later in zijn termijn verving hij meerdere partijdige Republikeinen door Democraten.
Cleveland richtte de Interstate Commerce Commission op die toezicht hield op de spoorwegen. Samen met minister van Marine William Whitney hervormde hij de marine. Hij zegde verschillende bouwcontracten op met bedrijven die verantwoordelijk waren voor een aantal schepen van slechte kwaliteit. Minister van Binnenlandse Zaken Lucius Lamar eiste grote stukken land terug van verschillende spoorwegbouwers, omdat zij niet hadden voldaan aan de belofte het spoorwegnet verder uit te breiden.
De Senaat had door de Tenure of Office Act de macht om elk ontslag van een functionaris door de president te blokkeren. Cleveland weigerde hieraan mee te werken omdat hij dat in strijd vond met de onafhankelijke positie van de president. Zijn houding leidde tot het intrekken van de wet in 1887.

#### Veto's
Als president had Cleveland te maken met een Senaat waar de Republikeinen de meerderheid vormden. Hij maakte veelvuldig gebruik van zijn veto. Zo blokkeerde hij de toekenning van pensioenen aan honderden veteranen uit de Burgeroorlog. Volgens Cleveland had het Pensioenbureau hun pensioenaanvraag al afgewezen en was het niet de taak van het Congres om die beslissing te herzien.
Zijn meest bekende veto was over de Texas Seed Bill. Een droogte had de oogst in verschillende counties in Texas verwoest. Het Congres stelde tienduizend dollar beschikbaar om nieuwe zaden voor de boeren te kopen. Cleveland was voorstander van een terughoudende overheid. Bovendien zou het de solidariteit bij burgers onderling verzwakken als zij iedere keer naar de overheid keken voor hulp.

#### Importtarieven
Tijdens de Amerikaanse burgeroorlog had de Amerikaanse regering als tijdelijke maatregel importtarieven ingevoerd om de eigen industrie te beschermen. Na de oorlog waren de tarieven echter nooit verlaagd, laat staan afgeschaft. Het leverde de overheid veel geld op, zoveel dat het in de jaren tachtig leidde tot een begrotingsoverschot. Cleveland was net als de meeste Democraten voorstander van verlaging van de tarieven. Veel Republikeinen en Democraten uit de noordelijke staten, waar de meeste productie zat, vreesden dat een verlaging van de tarieven schadelijk zou zijn voor de eigen industrie. Het Huis van Afgevaardigden nam in 1887 een wet aan, waarbij de tarieven van 47 procent naar 40 procent werden verlaagd. In de Senaat was een meerderheid tegen, waardoor de wet een stille dood stierf. Het onderwerp werd een belangrijk thema bij de presidentsverkiezingen van 1888.

#### Indianen
Een maand voor Clevelands benoeming opende zijn voorganger Chester Arthur meer dan zestienduizend vierkante kilometer land in het Dakota Territory voor de vestiging van witte landverhuizers. Het land was daarvoor toegewezen aan de Winnebago en de Crow Creek-indianen. Cleveland vond dat Arthur met zijn uitvoerend bevel een aantal verdragen met de stammen schond. Op 17 april 1885 gaf hij de opdracht dat de landverhuizers het gebied moesten verlaten. Hij stuurde achttien compagnieën die er op toe zagen dat zijn bevel werd nageleefd.
Cleveland vond dat indianen onder de voogdij van de staat vielen, die verantwoordelijk was voor het verbeteren van de leefomstandigheden en het afdwingen van hun rechten. Cleveland steunde het idee van culturele assimilatie. Onder de Dawes Act mocht de federale overheid indiaanse grondgebieden verkavelen. Tot dat moment werd de grond beheerd door de stam als geheel. Nu werd de grond aan individuele stamleden toegewezen met het idee dat zij zo aan landbouw konden gaan doen. De stukken die per persoon werden toegewezen waren echter te klein om rendabel te kunnen zijn. Na toewijzing bleef er veel grond over die vervolgens werd opengesteld voor de vestiging van niet-indianen. Het oppervlak dat beschikbaar was voor indianenstammen nam in vijftig jaar tijd met twee derde af.

#### Buitenlands beleid
Cleveland was een non-interventionist en was tegen verdere expansie van de Verenigde Staten. Zijn minister van Buitenlandse Zaken Thomas Bayard onderhandelde met de Brit Joseph Chamberlain over de visrechten in de wateren rond Canada. Clevelands voorganger had afgevaardigden gestuurd naar de Koloniale Conferentie van Berlijn. Daarin waren afspraken gemaakt ter bescherming van de Amerikaanse belangen in de Congo-regio. Het verdrag lag te goedkeuring bij de Senaat, maar Cleveland trok het voorstel in toen hij president werd.

#### Gerechtelijke benoemingen
Cleveland droeg in zijn eerste termijn met succes twee rechters voor bij het Hooggerechtshof. De eerste was Lucius Lamar, een voormalig senator uit Mississippi en op dat moment zijn minister van Binnenlandse Zaken. Hij verving de overleden William Bunham Woods. Lamar was populair als minister. Twee decennia eerder had hij meegevochten onder de vlag van de Confederatie, waardoor veel Republikeinse senatoren toch tegenstemden. Bij de stemming in de Senaat kreeg hij 32 stemmen voor en 28 stemmen tegen. Opperrechter Morrison Waite overleed in maart 1888. Cleveland droeg Melville Fuller voor als zijn vervanger. Hij werd zonder veel problemen benoemd.

#### Militair beleid
Op verzoek van minister van Oorlog William Endicott werd er een programma opgezet ter waarde van 127 miljoen ter verbetering van de kustverdediging. Op 27 plekken werden in totaal 70 forten gebouwd ter verdediging van belangrijke havens en riviermondingen. Ook werd er fors in de marine geïnvesteerd. Zo werden er zestien stalen oorlogsschepen gebouwd die later in de Spaans-Amerikaanse Oorlog van 1898 een cruciale rol vervulden.

#### Burgerrechten
Cleveland beschouwde de Reconstructie als een mislukt experiment en weigerde om zijn macht te gebruiken om het stemrecht van de Afro-Amerikanen te garanderen. Hij veroordeelde het geweld tegen Chinese immigranten. Tegelijkertijd vond hij immigratie uit China onwenselijk. Hij maakte zich bij het Congres hard voor de invoering van een wet waardoor Chinese immigranten die terugkeerden naar hun thuisland niet langer welkom waren in de VS.

#### Trouwen
Cleveland ging als vrijgezel het Witte Huis in. Hij werd de eerste twee jaar bijgestaan door zijn zuster Rose die de taak van gastvrouw vervulde. In 1885 kreeg hij bezoek van Frances Folsom, de dochter van een vriend. Zij was 27 jaar jonger dan Cleveland. Hij kreeg toestemming van haar moeder om te corresponderen. Binnen de kortste keren waren ze verloofd en klaar om te trouwen. Op 2 juni 1886 was het zover. Cleveland was de tweede president die trouwde terwijl hij in functie was. Frances Folsom was met haar 21 jaar de jongste First Lady ooit. In de publieke opinie speelde het leeftijdsverschil geen grote rol. Folsom werd goed ontvangen dankzij haar warme persoonlijkheid. Uit het huwelijk kwamen vijf kinderen voort.

### Presidentsverkiezingen van 1888
De Republikeinen nomineerden in 1888 Benjamin Harrison als hun presidentskandidaat en Levi Morton als zijn running mate. Clevelands vicepresident Thomas Hendricks overleed in 1885. De Democratische Partij schoof bij de nieuwe verkiezingen Allen Thurman uit Ohio als diens plaatsvervanger. De Republikeinen vielen Cleveland vooral aan op zijn wens om de importtarieven te verlagen. Daarmee wonnen zij veel kiezers in de noordelijke, industriële staten. De Democraten in de staat New York waren bovendien verdeeld over de zittende gouverneur David Hill, waardoor Cleveland cruciale stemmen verloor. Ook een steunbetuiging van de Britse ambassadeur werkte niet mee in zijn voordeel.
Bij de verkiezingen vier jaar eerder was de winst in de staten New York, New Jersey, Connecticut en Indiana cruciaal geweest. In 1888 verloor Cleveland in Indiana en New York, in die laatste staat slechts met een verschil van vijftienduizend stemmen. In totaal haalde Cleveland de meeste stemmen (48.6 procent tegen 47.8 procent voor Harrison), maar hij verwierf minder kiesmannen waardoor de zittende president de verkiezingen alsnog verloor.

### Burger
Na de overdracht van het presidentschap vertrokken de Clevelands naar New York, waar de voormalige president een functie kreeg bij een advocatenkantoor. In eerste instantie was Cleveland terughoudend met het becommentariëren van het beleid van zijn opvolger. Harrison voerde een wet in waardoor veel importtarieven tot vijftig procent werden verhoogd. Ook werd door zijn toedoen meer geld gesteund door zilver. Cleveland had een afschuw van beide beleidswijzigingen en bekritiseerde president Harrison in 1891 in een open brief. Daardoor kwam hij richting de presidentsverkiezingen van 1892 weer vol in de spotlights te staan.

### Presidentsverkiezingen van 1892
Clevelands grootste concurrent binnen de Democratische Partij was senator David Hill. Hij slaagde erin een aantal tegenstanders van de oud-president te verenigen, maar hun steun bleek onvoldoende. Cleveland werd tijdens de partijconventie in Chicago tijdens de eerste stemming gekozen als de Democratische presidentskandidaat. Zijn running mate was Adlai Stevenson.
De algemene verkiezingen werden overschaduwd door de dood van first lady Caroline Harrison twee weken voor de gang naar de stembus. Zowel Harrison als Cleveland legde zijn campagne stil. Vier jaar eerder had de discussie over importtarieven Cleveland veel stemmen gekost. Intussen waren deze echter zo hoog dat veel kiezers hier anders over waren gaan denken. Bovendien weken veel Republikeinen uit naar James Weaver, de kandidaat van de nieuwgevormde Populist Party. Cleveland won de verkiezingen met een ruim verschil, zowel qua kiesmannen als in absoluut stemmenaantal.

### Tweede periode als president

#### Aanpassing importtarieven
Cleveland vond het belangrijk om de importtarieven te verlagen. Op initiatief van afgevaardigde William Wilson werd in december 1893 in het Huis van Afgevaardigden een wet aangenomen die daar voor zorgde. De inkomsten die de overheid misliep zou worden gecompenseerd door de invoering van een inkomstenbelasting van 2 procent voor bedragen boven de vierduizend dollar. In de Senaat stuitte de wet op meer verzet. Veel Democraten kwamen op voor de belangen van hun eigen staat. Er werden zeshonderd amendementen aangenomen, waardoor de meeste hervormingen teniet werden gedaan. Cleveland was woedend over het eindresultaat, hoewel hij de wet tegelijkertijd een verbetering vond ten opzichte van de bestaande situatie.

#### Groeiende onvrede
Door de Paniek van 1893 waren de werkomstandigheden van veel arbeiders verslechterd. Een groep onder leiding van Jacob Coxey trok veel aandacht met een mars richting Washington D.C. uit protest tegen het beleid van president Cleveland. Een grotere impact had de zogeheten Pulmann-staking. Deze staking begon bij de Pulmann Company uit protest tegen het lage loon en de lange werkdagen. Op initiatief van de Amerikaanse vakbondsman Eugene Debs breidde de staking zich snel uit. In juni 1894 legden honderdvijfentwintigduizend spoorwerkers het werk neer, wat zijn effect had op het bedrijfsleven.
De spoorwegen vervoerden de post en een aantal lijnen viel onder federaal beheer. Cleveland kreeg van de rechtbank toestemming de staking te breken. Hij stuurde federale troepen naar Chicago en een twintigtal spoorcentra, waardoor er een einde kwam aan de staking. De meeste gouverneurs, met uitzondering van John Altgeld, gouverneur van Illinois, steunden de president, evenals veel media. De kloof met de vakbondsbeweging groeide echter.
Er was veel onvrede over het beleid van Cleveland. Tijdens de tussentijdse verkiezingen in 1894 behaalde de Republikeinse Partij de grootste overwinning in decennia. Zij verkreeg een meerderheid in het Huis van Afgevaardigden, evenals in veel staatsparlementen.

#### Buitenlands beleid
Bij zijn aantreden stond Cleveland voor de vraag of Hawaï wel of niet geannexeerd moest worden. Tijdens zijn eerste termijn had hij de handel met de eilandenstaat gestimuleerd en toestemming gekregen voor een marinebasis bij Pearl Harbor. In de vier jaar daarna werd koningin Liliuokalani door toedoen van een aantal blanke zakenmensen afgezet. Hawaï werd een republiek. De nieuwe regering onder leiding van Sanford Dole wilde zich bij de Verenigde Staten voegen. De regering van president Harrison stemde hiermee in en sloot een verdrag dat ter goedkeuring aan de Senaat werd voorgelegd. Cleveland trok het voorstel vijf dagen na zijn aantreden in.
Cleveland vroeg voormalig congreslid James Henderson Blount naar Hawaï af te reizen en daar de toestand te onderzoeken. Uit Blounts rapport bleek dat een groot deel van de inheemse bevolking tegen annexatie was. Cleveland was zelf ook niet voor annexatie. Aanvankelijk stuurde hij aan op de terugkeer van koningin Liliuokalani, maar staakte zijn poging na verzet vanuit de Senaat. Hij knoopte diplomatieke banden aan met de nieuwe republiek. Pas onder Clevelands opvolger William McKinley werd Hawaï ingelijfd bij de Verenigde Staten.
Als president stond Cleveland een brede interpretatie van de Monroedoctrine voor, die zich keert tegen Europese inmenging op het Amerikaanse continent. Hij diende een protest in bij Groot-Brittannië toen het land in een dispuut verwikkeld raakte met Venezuela over het precieze grensverloop met Brits-Guiana. De crisis sleepte voort, totdat het tot de Britse premier Lord Salisbury doordrong hoe belangrijk de kwestie was voor de Verenigde Staten. De zaak werd voorgelegd aan een onafhankelijke arbitragecommissie die het grootste deel van het betwiste grondgebied alsnog toewees aan Brits-Guiana.

#### Gerechtelijke benoemingen
Cleveland had een moeizame relatie met de Senaat en dat had invloed op zijn voordrachten van kandidaten voor het Hooggerechtshof. Na het overlijden van Samuel Blatchford droeg hij William Hornblower voor als kandidaat. Hornblower gaf leiding aan een advocatenkantoor in New York, maar had zich de woede van senator David Hill op de hals gehaald door campagne te voeren tegen een van diens kandidaten. De Senaat verwierp Hornblowers kandidatuur. Wheeler Hazard Peckham was de tweede kandidaat die Cleveland voordroeg, maar bij hem speelden precies dezelfde problemen. Ook Peckhams kandidatuur werd weggestemd. Clevelands derde voordracht was een veilige keuze: senator Edward Douglass White. In 1896 ontstond er opnieuw een vacature. Cleveland stelde Rufus Wheeler Peckham voor. In tegenstelling tot zijn broer werd Rufus Wheeler wel toegelaten tot het Hooggerechtshof.